# Simón Mesa Soto
Pour les articles homonymes, voir Mesa et Soto.
Simón Mesa Soto, né en 1996 à Medellín (Colombie), est un réalisateur, scénariste et directeur de la photographie colombien.
Il est connu pour ses courts métrages Leidi (2014) et Madre (en) (2016), ainsi que pour son premier long métrage, Amparo (en) (2021), présenté en première au Festival de Cannes 2021.

## Biographie
Simón Mesa Soto naît à Medellín, en Colombie. Il étudie la communication audiovisuelle à l'université d'Antioquia, où il a également travaillé comme professeur de montage de films avant de déménager au Royaume-Uni. En 2014, il termine ses études de réalisation cinématographique à la London Film School.
Leidi (2014) est son projet de fin d'études.

## Carrière
Son film Leidi a remporté la Palme d'or du court métrage au Festival de Cannes 2014,.
Au Festival de Cannes 2025, son film Un poète est sélectionné dans la section Un certain regard, où il remporte le prix du jury.

## Récompenses et distinctions
Sauf indication contraire, les informations mentionnées dans cette section peuvent être confirmées par la base de données cinématographiques IMDb,  présente dans la section « Liens externes ».
Simón Mesa Soto a reçu 22 prix et a été nommé à 25 reprises.

## Filmographie
Sauf indication contraire, les informations mentionnées dans cette section peuvent être confirmées par la base de données cinématographiques IMDb,  présente dans la section « Liens externes ».

### Comme scénariste et réalisateur

#### Longs métrages
- 2021 : Amparo (en)
- 2025 : Un poète (Un poeta)

#### Courts métrages
- 2009 : Los tiempos muertos
- 2014 : Leidi
- 2016 : Madre (en)